# Anatolij Dobrynin
Anatolij Fiodorowicz Dobrynin (ros. Анатолий Фёдорович Добрынин, ur. 16 listopada 1919 w Możajsku, zm. 6 kwietnia 2010 w Moskwie) – radziecki dyplomata, kierownik wydziału międzynarodowego KC KPZR, Bohater Pracy Socjalistycznej (1982).

## Życiorys
1942 ukończył Moskiewski Instytut Lotniczy, 1944-1946 studiował w Wyższej Szkole Dyplomatycznej Ludowego Komisariatu/Ministerstwa Spraw Zagranicznych ZSRR. Pracę w radzieckim MSZ rozpoczął w 1946. W 1957 został zastępcą sekretarza generalnego ONZ. W latach 1962–1986 radziecki ambasador w Stanach Zjednoczonych. W okresie kryzysu kubańskiego był człowiekiem, poprzez którego Moskwa prowadziła negocjacje ze Stanami Zjednoczonymi. W 1990 był doradcą Michaiła Gorbaczowa. Od 8 kwietnia 1966 do 30 marca 1971 zastępca członka, od 9 kwietnia 1971 do 2 lipca 1990 członek KC, a od 6 marca 1986 do 30 września 1988 sekretarz KC KPZR. Deputowany do Rady Najwyższej ZSRR 11 kadencji.

## Odznaczenia
- Medal Sierp i Młot Bohatera Pracy Socjalistycznej (1982)
- Order Lenina (pięciokrotnie)
- Order Czerwonego Sztandaru Pracy
- Tytuł "Zasłużony Pracownik Służby Dyplomatycznej Federacji Rosyjskiej" (1997)

I medale.